# Kraftwerk Melk
Das Kraftwerk Melk ist ein Laufwasserkraftwerk an der Donau in unmittelbarer Nähe des berühmten Stiftes Melk im Bundesland Niederösterreich. Die Österreichische Donaukraftwerke Aktiengesellschaft hat es 1979 begonnen und 1982 in Betrieb genommen.

## Technische Beschreibung
Die Anlage wurde in Niedrigbauweise, mit sechs Wehrfeldern und zwei Schleusen (je 230 × 24 m) errichtet. Die Staulänge des Flusses beträgt 22,5 km und das Stauziel liegt auf 214 m ü. A. bei Flusskilometer 2038,0.
Neun Maschinensätze im Krafthaus, welches am rechten Donauufer errichtet wurde, liefern elektrischen Strom in das öffentliche Stromnetz, durchschnittlich werden damit rund 500.000 Haushalte versorgt.
Jeder dieser Sätze besteht aus einer Kaplan-Rohrturbine mit je einem direkt gekoppelten Drehstromgenerator. Die Turbinen haben eine Nennleistung von je 22.300 kW, einen Nenndurchfluss von je 300 m³/s und einen Laufraddurchmesser von 6,3 m. Die Nenndrehzahl beträgt 85,7 pro Minute. Ab dem Jahr 2016 werden sieben der Turbinen schrittweise gegen neuere Modelle ausgetauscht, jährlich eine, bei laufendem Kraftwerksbetrieb.

## Ökologie
Um das Landschaftsbild möglichst wenig zu beeinträchtigen, wird der erzeugte Strom nicht über Freileitungen, sondern über Erdkabel im Deich am rechten Ufer zum Hochspannungsnetz transportiert.
Ein Vogelteich wurde angelegt und eine Kiesinsel im AltLauarm aufgeschüttet, welches für Wasservögel ein wertvolles Rückzugsgebiet ist. Rund um den Altarm entstand ein neuer Erholungsraum als Freizeitparadies.